# کیارا مارچیتلی
کیارا مارچیتلی (انگلیسی: Chiara Marchitelli؛ زادهٔ ۴ مهٔ ۱۹۸۵) بازیکن فوتبال اهل ایتالیا است.
وی همچنین در تیم ملی فوتبال زنان ایتالیا بازی کرده‌است.